# Leucopardus nigrior
Leucopardus nigrior là một loài bướm đêm thuộc phân họ Arctiinae, họ Erebidae.